# Cryptaspidia elevata
Cryptaspidia elevata är en insektsart som beskrevs av William D. Funkhouser. Cryptaspidia elevata ingår i släktet Cryptaspidia och familjen hornstritar. Inga underarter finns listade i Catalogue of Life.